# دانشگاه هنر و طراحی موهولی-ناگی
دانشگاه هنر و طراحی موهولی-ناگی یا موهوی-نادْیْ به اختصار مومه (مجاری: Moholy-Nagy Művészeti Egyetem؛ به اختصار MOME) دانشگاه هنر در بوداپست، مجارستان است.
این دانشگاه ابتدا با نام مدرسهٔ سلطنتی هنر و صنایع‌دستی مجارستان در ۱۸۸۰ افتتاح شد؛ در ۱۹۴۸ به کالج هنرهای کاربردی مجاری ارتقاء پیدا کرد و در ۱۹۷۱ به دانشگاه هنرهای کاربردی تبدیل شد. از مارس ۲۰۰۶ نام یکی از مشهورترین هنرمندان جهان، لاسلو موهولی-ناگی را به خود اختصاص داد و نام مؤسسه به مومه تغییر پیدا کرد.

## یادداشت
1. ↑  در ایران و جهان موهولی-ناج یا موهولی-ناگی معروف است.